# Літературна та патріотично-виховна премія імені Олекси Гірника
Літературна та патріотично-виховна премія імені Олекси Гірника — літературна премія на честь Олекси Гірника.

## Історія заснування премії

Олекса Гірник

21 січня 1978 року до могили Тараса Шевченка у Каневі піднявся чоловік, що приїхав з м. Калуша Івано-Франківської області. Коли стемніло, він розкидав по схилах Чернечої гори тисячу листівок, на яких його рукою було написано: «Протест проти русифікації українського народу». І підпис: «На знак протесту спалився Олекса Гірник з Калуша». Після цього він облив себе бензином і підніс до грудей запальничку.
Олекса Гірник ішов до такого вчинку все своє життя. Одинадцять років він пробув в ув'язненні. Три з них карався у польській тюрмі за неодноразові заяви офіцерам під час служби у польській армії про право українців мати свою власну державу і бути вільною нацією. А коли після змови Гітлера зі Сталіним у Західну Україну прийшли чергові «визволителі», вони стали робити «зачистки» і відправляти в Сибір людей, що підозрювалися в українському націоналізмі. Вісім років Олекса Гірник провів у концтаборах під Норильськом. Олекса Гірник не хотів потрапити до концтабору в черговий раз, але водночас совість кликала його до боротьби. У житті він часто говорив: «Хочу вмерти за Україну». І він за неї вмер. Його самоспалення — це його форма боротьби. Своєю смертю він прагнув протестувати проти поневолення України Російською імперією та привернути увагу людей до жахливих наслідків московської політики зросійщення України.
У 2003 році Київський фонд ім. О.Гірника і Ліга українських меценатів заснували премію імені Олекси Гірника. Надають цю премію за великий внесок в українське національне відродження та за значні успіхи в національно-патріотичному вихованні дітей та молоді, за прищеплення їм патріотичного ставлення до української мови.

## Лауреати премії
- Михайло Іщенко — науковець, краєзнавець (м. Канів),
- Іван Низовий — український письменник, поет, публіцист, журналіст, громадський діяч (м. Луганськ),
- Павло Ткачук — учитель (Літинський район Вінницької області),
- Микола Сом — учитель, поет (Броварський район Київської області), Антоніна Мовчун — педагог, заступник директора коледжу (м. Київ), Віктор Костенко — директор ліцею (м. Київ), Феодосія Півницька — учитель (м. Нововолинськ Волинської області), Володимир Поліщук — професор філологічного факультету (м. Черкаси), Анатолій Бортняк — письменник (м. Вінниця), Леся Бризгун-Шанта — педагог, письменниця (м. Торонто, Канада, В'ячеслав Брюховецький, президент Національного університету «Києво-Могилянської академії», доктор філологічних наук, професор, Василь Клічак, письменник, директор видавництва «Просвіта», Данило Кононенко, письменник, шеф-редактор газети «Кримська світлиця», Ігор Коцюбинський, директор Чернігівського літературно-меморіального музею-заповідника М. М. Коцюбинського, Юрій Кузнецов, головний редактор газети «Освіта України», директор видавництва «Педагогічна преса», доктор філологічних наук, член-кореспондент Академії педагогічних наук, Василь Латанський, письменник, учитель історії України Прудівської сільської школи Совєтського району, Крим,
- Анатолій Лисий, голова Фундації ім. Івана Багряного (США), Любов Мацько, академік Академії педагогічних наук, професор Київського педагогічного університету ім. М.Драгоманова, Лариса Мельник, директор Київського міського будинку вчителя, Лариса Тарасова, головний редактор Головної редакції для дітей та юнацтва Національної радіокомпанії України, Тетяна Теодорович, головний редактор Головної редакції літератури Національної радіокомпанії України,
- Ірина Фаріон, доцент кафедри української мови Національного університету «Львівська політехніка»,
- Віктор Баранов — письменник, головний редактор журналу «Київ»;
- Василь Захарченко — письменник (м. Черкаси); Ярослав Івашкевич — учитель (м. Катеринопіль Черкаської області); Святослав Караванський — мовознавець (США); Олексій Коновал — громадський діяч, член Управи Фундації імені Івана Багряного (США); Петро Перебийніс — поет, головний редактор газети «Літературна Україна»; Любомир Пиріг — академік Академії медичних наук України, громадський діяч; Василь Слапчук — письменник (м. Луцьк);
- Ярослав Яцків — академік НАН України, громадський діяч,
- Неоніла Шинкарук — начальник сектору суспільно-гуманітарних дисциплін Інституту інноваційних технологій та змісту освіти Міністерства освіти і науки України, Неоніла Підпала — громадський діяч, заступник директора Київського літературно-меморіального музею Максима Рильського; Людмила Корецька — директор Кіровоградського обласного Інституту післядипломної педагогічної освіти; Валерій Тарасов — письменник (АР Крим); Христина Сивенька-Бейлі — голова Союзу Українок Австралії; Валентина Домазар — секретар Сюзу Українок Австралії;
- Роман Колісник -головний редактор журналу «Вісті комбатанта» (Канада);
- Станлі Пітерсон — меценат (Канада); Сергій Мельничук — український правозахисник з Луганська, Марія Олійник, заступник голови Донецької обласної організації "Просвіта".

Лауреати премії імені Олекси Гірника за 2009 рік.
- Василь БАБІЙ, літератор (смт Богородчани, Івано-Франківська область);
- Дмитро ІВАНОВ, письменник, головний редактор газети «Гарт» (м. Чернігів);
- Григорій КЛОЧЕК, ректор Кіровоградського педагогічного університету ім. В.Винниченка, літературознавець;
- Світлана КОРОНЕНКО, заступник директора Дирекції мистецьких програм Національної радіокомпанії України (радіоканал «Культура»);
- Лариса Масенко, мовознавець;
- Віктор Набруско, президент Національної радіокомпанії України;
- Віктор Тупілко, голова Всеукраїнського об'єднання «Чорнобиль-Допомога» (м. Донецьк).

Лауреатом премії за 2010 рік став Олександр ГНУЧИЙ, громадський діяч.